# Arctia parva
Arctia parva là một loài bướm đêm thuộc phân họ Arctiinae, họ Erebidae.